# Karl-Ludwig Kratz

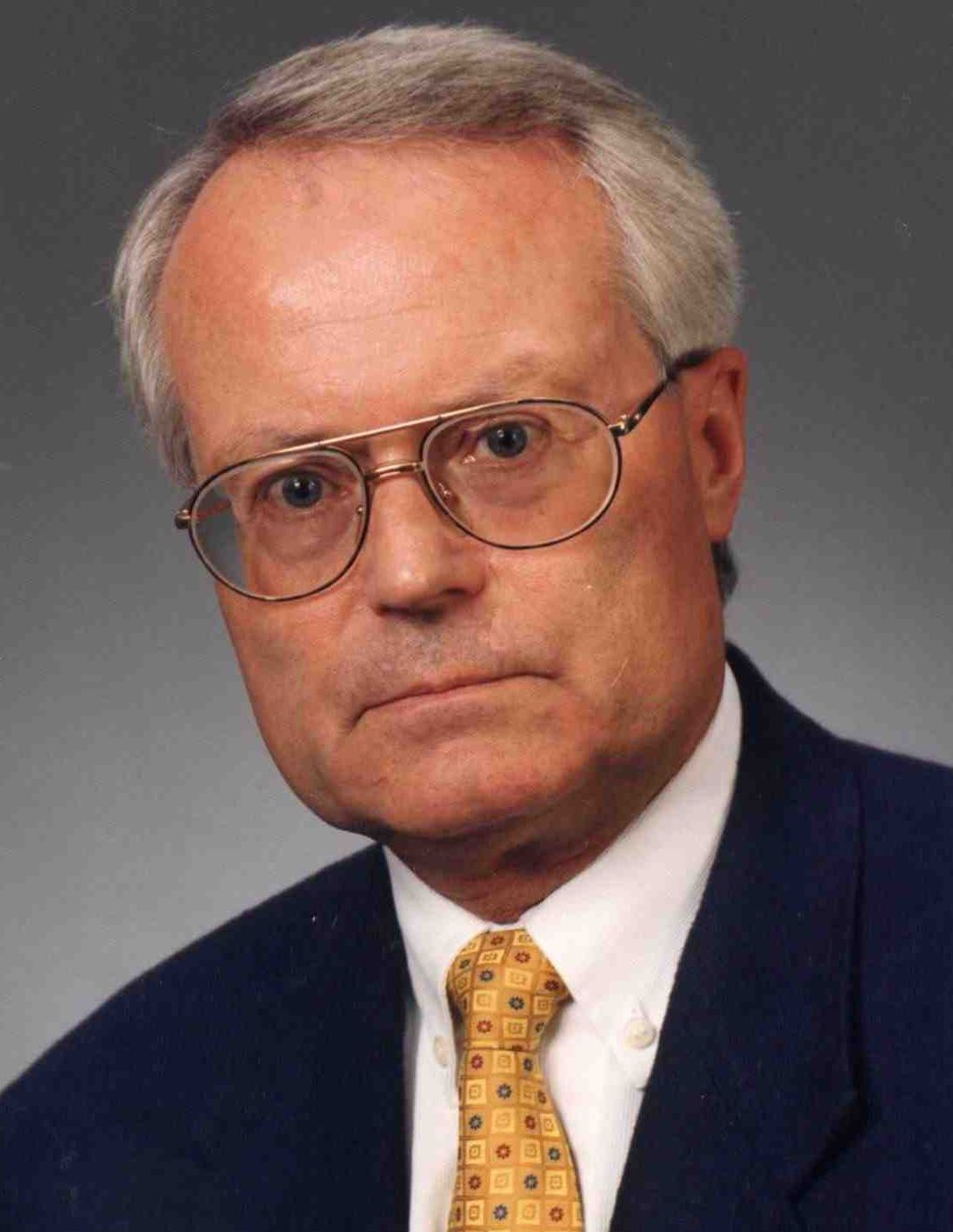
Karl-Ludwig Kratz (2006)

Karl-Ludwig Kratz (* 23. April 1941 in Jena; † 23. März 2025 in Bad Homburg) war ein deutscher Kernchemiker und Astrophysiker. Er war Professor für Kernchemie an der Johannes-Gutenberg-Universität in Mainz und Adjunct Professor of Physics an der University of Notre Dame in South Bend, Indiana.

## Leben und Wirken
Er war der älteste Sohn des Chemikers Ludwig Kratz, der zum Zug der 41 Glasmacher der Firma Schott in Jena gehörte, die 1945 von den US-Streitkräften nach Westdeutschland verbracht wurden. Dementsprechend verbrachte er seine Schulzeit in Landshut und dann in Mainz. Er studierte Chemie an der Johannes-Gutenberg-Universität in Mainz. Am von Fritz Straßmann gegründeten Institut für Kernchemie promovierte er 1972 unter der Anleitung von Günter Herrmann mit der Arbeit Zerfallseigenschaften kurzlebiger neutronenreicher Halogenisotope und ihre Ausbeuten bei der Spaltung von Uran-235 mit thermischen Neutronen. Dazu wurden schnelle und zugleich hochselektive radiochemische Trennverfahren für sehr kurzlebige, neutronenreiche Kerne aus der Spaltung von Uran-235 mit thermischen Neutronen aus der TRIGA MARK/II Forschungsneutronenquelle des Instituts entwickelt. Die Problematik der Absonderung von oftmals nur geringen Mengen des zu untersuchenden Nuklids vom Spaltproduktgemisch sollte Kratz während seines ganzen Forscherlebens beschäftigen. Mit diesen Trennverfahren wurden Zerfallseigenschaften neutronenreicher Nuklide wie Halbwertszeit und die Emissionswahrscheinlichkeit für β-verzögerte Neutronen (eine Zerfallsart, die i. A. nur bei Kernen mit hohem Neutronenüberschuss auftritt) bestimmt.
Karl-Ludwig Kratz entwickelte Verfahren, um die Energie dieser verzögerten Neutronen zu messen. Zusammen mit der Spektroskopie der zugleich ausgesandten charakteristischen Gammastrahlung konnte die Kernstruktur kurzlebiger Spaltprodukte bestimmt werden. Diese Daten neutronenreicher Kerne finden z. B. Anwendung in der Reaktortechnologie (insbesondere sind die Daten über verzögerte Neutronen wichtig für die Steuerung der Reaktoren) und der Nukleosynthese (s. u.).
Mit der Kenntnis der jedem Nuklid charakteristischen Gammastrahlung lassen sich die Gehalte von (Spuren-)Elementen in Proben mit der instrumentellen Neutronenaktivierungsanalyse bestimmen, ein Verfahren, das Karl-Ludwig Kratz mit seiner Arbeitsgruppe in der Umweltanalytik und Geochemie anwendete.
Experimente zur Kernstruktur werden heute vorwiegend von internationalen Kollaborationen an zumeist staatenübergreifend betriebenen Forschungseinrichtungen durchgeführt. Kratz war seit langer Zeit mit seiner Arbeitsgruppe an Forschungsreaktoren und Beschleunigern wie dem Hochflussreaktor des Instituts Laue-Langevin in Grenoble, dem ISOLDE-Separator am europäischen Kernforschungszentrum CERN bei Genf, dem GSI Helmholtzzentrum für Schwerionenforschung in Darmstadt, dem National Superconducting Cyclotron Laboratory NSCL an der Michigan State University in East Lansing, Michigan, und weiteren eher national betriebenen Einrichtungen tätig.
In Bad Homburg starb er einen Monat vor seinem 84. Geburtstag.

## Nukleare Astrophysik
Die experimentellen Daten kurzlebiger, neutronenreicher Nuklide wurden von Kratz in die nukleare Astrophysik eingebracht. Sein Gebiet war die Nukleosynthese, der Aufbau der Elemente aus der Asche des Big Bangs in Sternen. Kurzlebige, extrem neutronenreiche Kerne treten im sogenannten r-Prozess (r = rapid, engl. schnell) auf, bei dem während einer Sternexplosion (Supernova vom Typ II) kurzfristig auftretende hohe Neutronenflüsse bewirken, dass aus mittelschweren Kernen in der Eisengruppe durch abwechselnde Neutroneneinfangs- und β-Zerfallsprozesse schwere Elemente bis herauf zu Thorium und Uran synthetisiert werden. Häufigkeitsmaxima in der Verteilung der Elemente im Sonnensystem, die kosmochemisch aus primitiven Meteoriten (kohlige Chondrite) bestimmt wurden, lassen sich mit dem Einfluss der Kernstruktur, insbesondere magischen Neutronenzahlen, erklären. 
Die Arbeiten Karl-Ludwig Kratzs (in enger Zusammenarbeit mit Friedrich-Karl Thielemann, Universität Basel) gaben Hinweise, dass die Kernstruktur bei Kernen mit hohem Neutronenüberschuss von derjenigen von Kernen nahe dem Tal der β-Stabilität, die der Untersuchung in irdischen Labors zugänglich sind, abweicht. Der Vergleich der berechneten Häufigkeiten der Elemente mit astronomischen Beobachtungen alter Sterne mit extrem geringer Metallizität im Halo der Milchstraße (wie CS22892-052, CS31082-001 oder BD +17° 3248) gestattet es, das Alter dieser Sterne zu bestimmen, die bereits einige Hundert Millionen Jahre nach dem Urknall gebildet wurden.

## Freizeit
In der Freizeit betätigte sich Kratz im Sommer gerne als Segler und im Winter als alpiner Skiläufer. Ihm ist es oft gelungen, Beruf und Freizeitsport zu verbinden. Erwähnt seien die Segelregatten bei den Konferenzen an den masurischen Seen und die optimale Verknüpfung vollautomatisierter Datenerfassung bei Experimenten am Institut Laue-Langevin, Grenoble, mit Abfahrtsläufen in den nahegelegenen Wintersportgebieten wie Chamrousse.
Im März 2003 startete er eine Serie von Workshops on Nuclear Astrophysics in der Salzburger Gemeinde Rußbach am Paß Gschütt. Im Rahmen des von der Helmholtz-Gemeinschaft deutscher Großforschungseinrichtungen ins Leben gerufenen Virtuellen Instituts der Struktur der Kerne und nuklearer Astrophysik - VISTARS sollen diese Treffen Studenten und erfahrene Forscher und Hochschullehrer zusammenführen zu Kontaktaufnahme, im Vorlesungssaal und der Skipiste.

Nuclear Chemistry Award

## Ehrungen
1999 verlieh ihm (als nur einigen wenigen Nichtamerikanern) die American Chemical Society den Glenn T. Seaborg Award for Nuclear Chemistry, den sein Doktorvater Günter Herrmann 1988 erhalten hatte. 2004 verlieh ihm die GSI Exotic Nuclei Community ihren GENCO Award. Aus Anlass seines 65. Geburtstags haben ihm seine Mitarbeiter die Patenschaft über den Stern BD +17° 3248 als Karl-Ludwig Kratzs Stern angetragen. 2014 wurde er von der American Physical Society mit dem Hans-A.-Bethe-Preis ausgezeichnet.

## Schriften
- Karl-Ludwig Kratz: Zerfallseigenschaften kurzlebiger neutronenreicher Halogenisotope und ihre Ausbeuten bei der Spaltung von Uran-235 mit thermischen Neutronen. Univ. Mainz, 1972 (Dissertation).